# Пролетерски интернационализам
Пролетерски интернационализам, који се понекад назива и међународни социјализам, је перцепција свих комунистичких револуција као дела једне глобалне класне борбе, а не као одвојених локализованих догађања. Заснива се на теорији да је капитализам светски систем и да стога радничке класе свих народа морају деловати заједно ако желе да га замене комунизмом.
Пролетерски интернационализам је снажно пригрлио прва комунистичка партија, Савез комуниста, што је било изражено кроз њен слоган Пролетери свих земаља, уједините се!, касније популаризован као Радници света, уједините се! у енглеској књижевности. Ову идеју је прихватила и бољшевичка партија. Након формирања Совјетског Савеза, марксистички заговорници интернационализма сугерисали су да би се земља могла користити као „домовина комунизма“ из које би се револуција могла ширити широм света. Иако је светска револуција деценијама наставила да заузима истакнуто место у совјетској реторици, она више није замењивала домаће бриге на дневном реду владе, посебно након успона Јосифа Стаљина. Упркос томе, Совјетски Савез је наставио да негује међународне везе са комунистичким и левичарским партијама и владама широм света. Играла је фундаменталну улогу у успостављању неколико социјалистичких држава у источној Европи након Другог светског рата и подржала стварање других у Азији, Латинској Америци и Африци. Совјети су такође финансирали десетине побуна које су левичарски герилски покрети широм света водили против колонијалних влада. Неколико других држава касније је извршило своје обавезе према циљу светске револуције. Куба је често слала интернационалистичке војне мисије у иностранство да би бранила комунистичке интересе у Африци и на Карибима.
Заговорници пролетерског интернационализма често су тврдили да циљеви дате револуције треба да буду глобални, а не локални – на пример, покретање или одржавање револуција негде другде. Пролетерски интернационализам је уско повезан са циљевима светске револуције, које треба постићи узастопним или истовременим комунистичким револуцијама у свим народима. Према марксистичкој теорији, успешан пролетерски интернационализам треба да доведе до светског комунизма и на крају комунизма без државности.